# Іраклій Ревішвілі
Іраклій Ревішвілі (3 листопада 1989) — грузинський плавець.
Учасник Олімпійських Ігор 2008, 2016 років.